# Bastion Saint-André

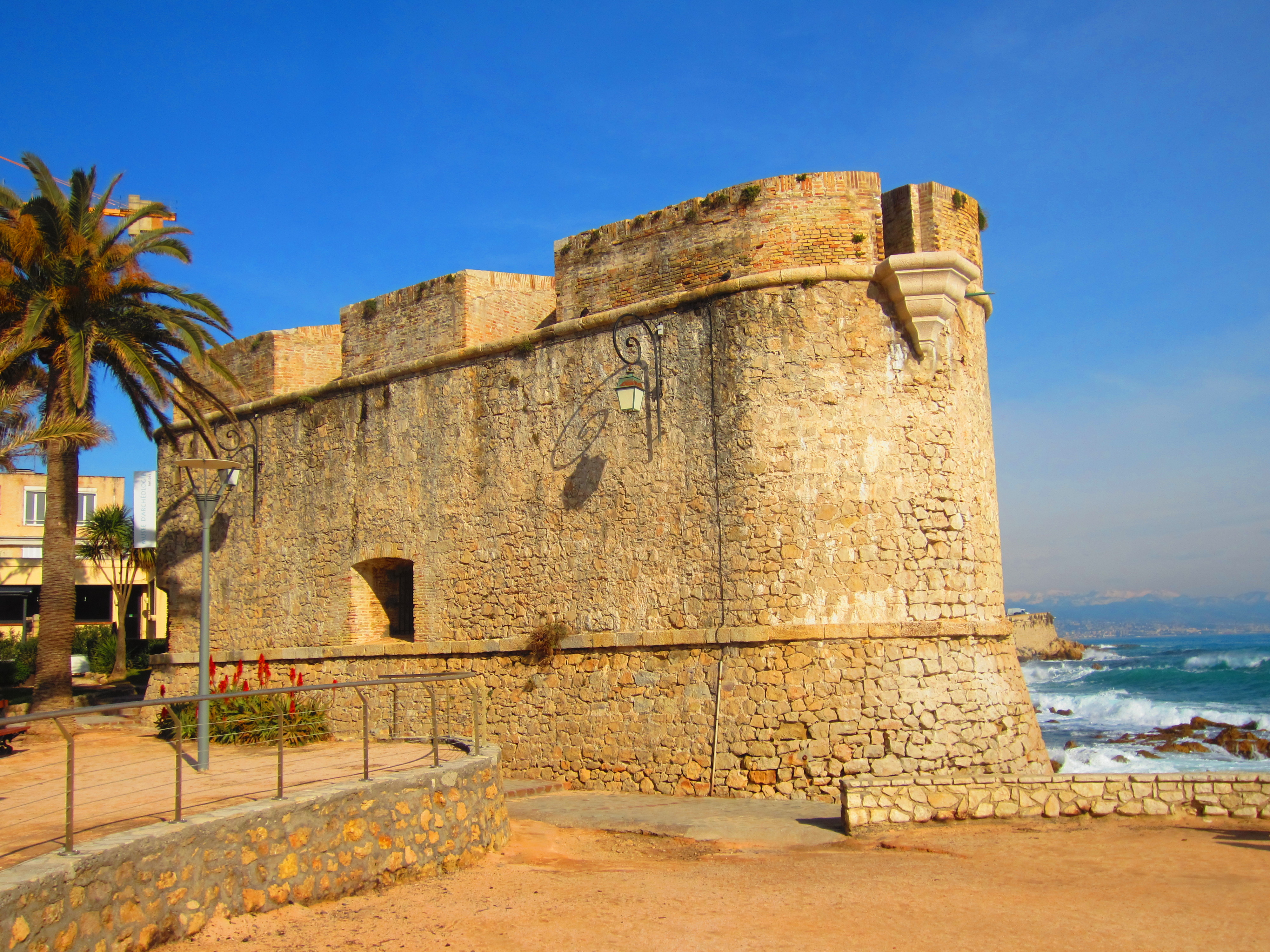
Bastion Saint-André sedd från sydväst

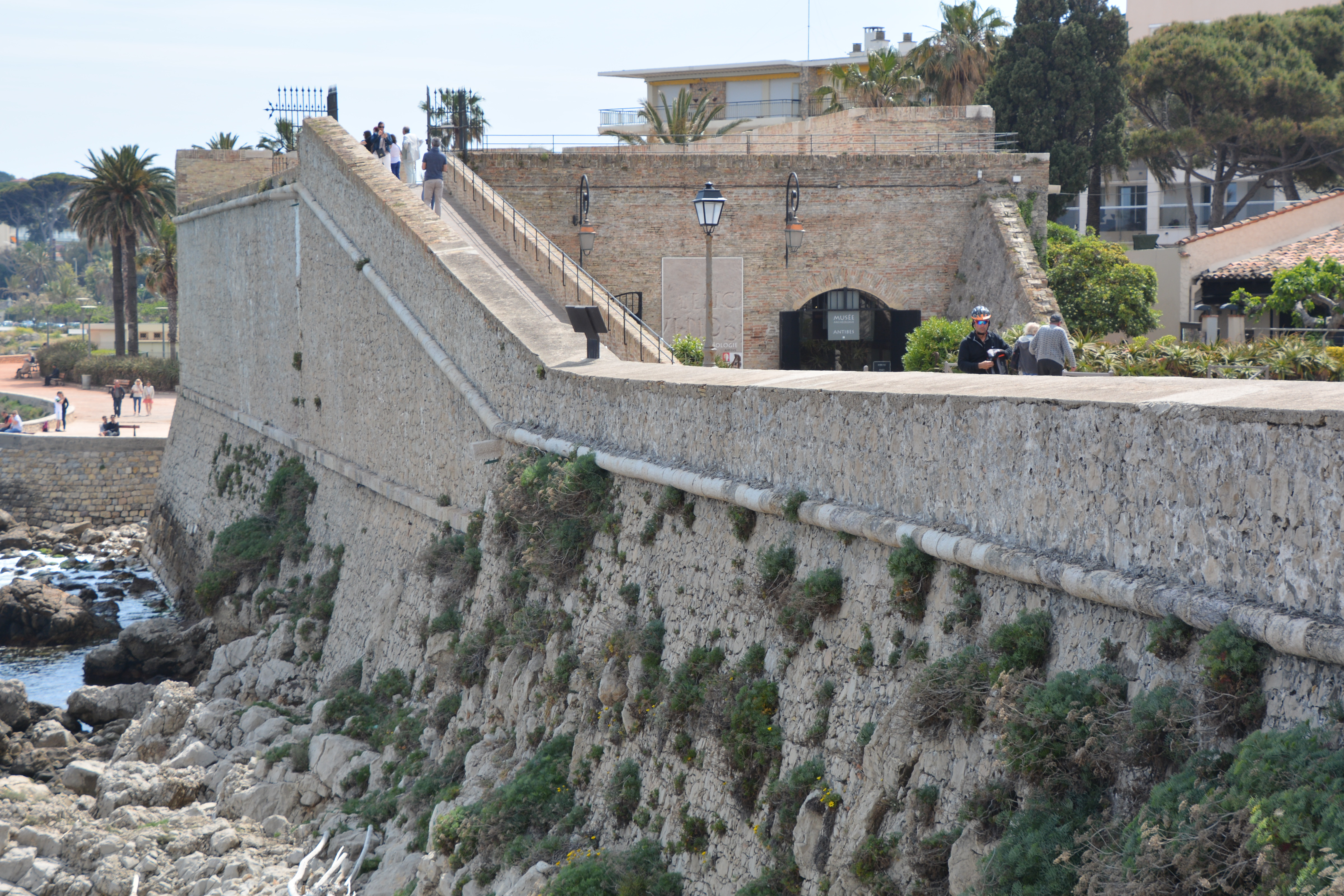
Bastion Saint-André sedd från nordöst

Bastion Saint-André är en bastion från slutet av 1600-talet i den tidigare ringmuren omkring Antibes i Frankrike.
Bastion Saint-André utgör den sydligaste delen av den del av den bebyggda stadens befästning som löper utefter havet, och där den nordligaste delen utgörs av en mur utefter den gamla hamnens östra sida och som avslutas med bastionen Saint-Jaume. Kvar av ringmuren finns idag dessa två bastioner samt pirmuren och en bit av dess fortsättning av den västerut på stadens norra sida utefter den tidigare naturhamnen Anse Saint-Roch, numera Port Vauban.

## Anläggning av Antibes befästningsverk
Under  Hugenottkrigen hade hertigen av Savojen 1592 gått in i Provence. Från 1593 förstärkte den franska kungen Henrik IV efterhand sin makt över kungariket. För att få säkerhet om gränsen, som då gick vid floden Var, hade han köpt markrätten över Antibes av familjen Grimaldis Antibes-gren. Försvaret av gränsen mot Provence hängde på befästningarna runt Saint-Paul-de-Vence, som hade uppförts under  Frans I regeringsperiod av ingenjören Jean de Renaud de Saint-Rémy (1497–1557), och av Fort Carré i Antibes, som hade uppförts under Henrik III. Staden Antibes enda befästningsverk var ännu stadsmurarna som hade byggts under senantiken samt Château Grimaldi.
Kungens ingenjör för Provence, Dauphine och Bresse, Raymond de Bonnefons under åren 1600–07, förespråkade att befästa Antibes mot invändningar av Guillaume du Vair, som ansåg projektet inte vara värt ansträngningarna och som förespråkade en koncentration av försvaret till Toulon och Fort royal de l'île Sainte-Marguerite.
De första planerna för att befästa Antibes ritades av ritmästaren François Martelleur omkring 1608. De finns idag i  British Library i London och Bibliothèque nationale de France i Paris. Dessa återspeglade det byggnadsprogram för en ringmur som hade skisserats av Raymond de Bonnefons med en utvidgning av stadens yta, Fort Carré samt en förbättring av hamnen med en ny pir som gjorde den lättare att försvara. Ritningarna förutsåg konstruktionnen med ett stjärnfort med fyra bastioner:  Bastion de Rosny, Bastion de Guise, Bastion Royal och Bastion du Dauphin. En stadsport var inlagd mellan bastionerna Royal och de Guise, vilken genomfördes under Ludvig XIV:s regeringstid,  Porte Royale eller Porte de France. En andra stadsport byggdes under samma period vid hamnen, Porte du Port eller Porte Marine

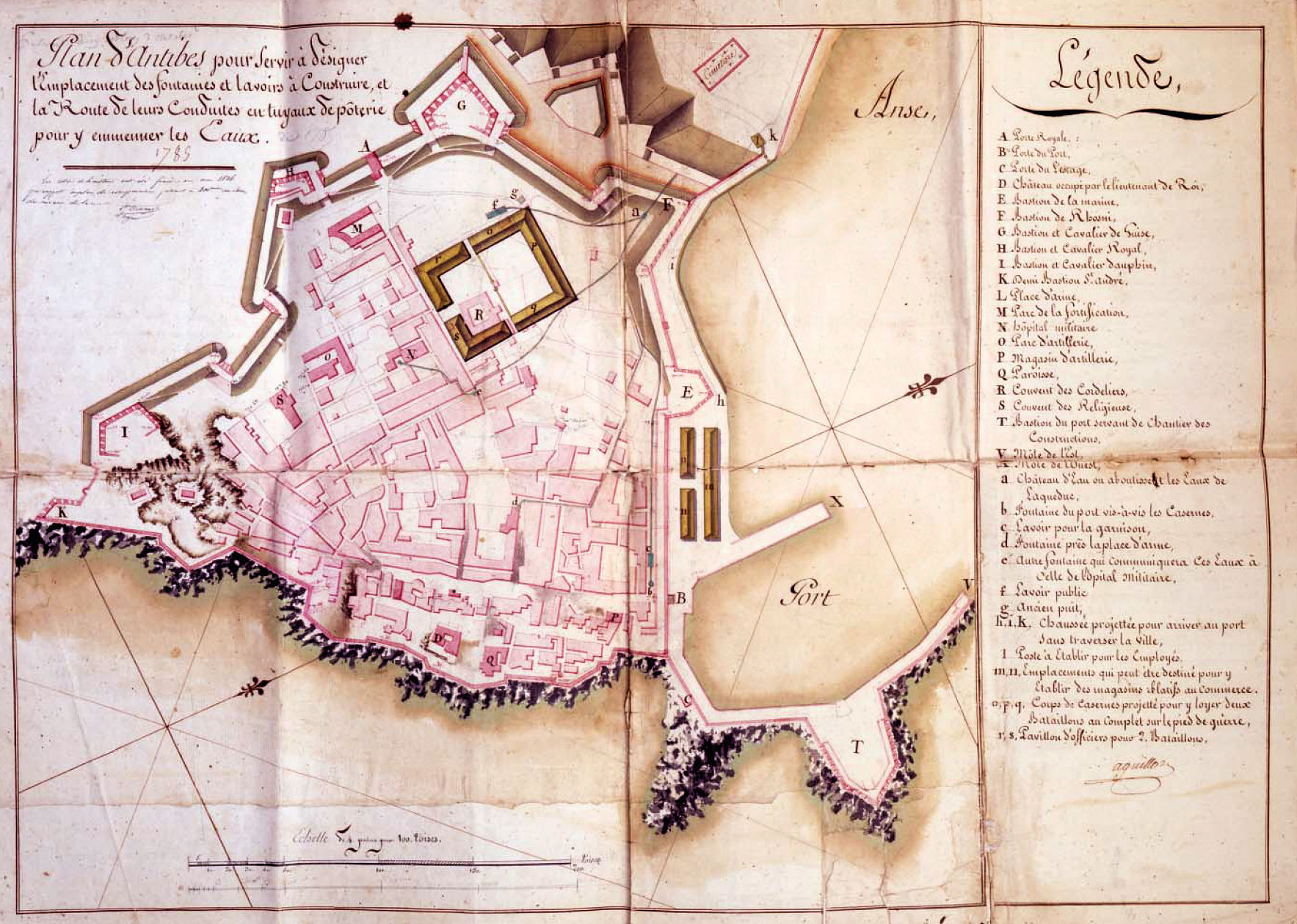
Karta över Antibes 1785. Väster är uppåt på kartan.

År 1648 började anläggningsarbetena med pir och mur vid gamla hamnen. De slutfördes med byggandet av Bastion Saint-Jaume 1652.
Vauban gjorde två inspektionsresor till Antibes. Vid den första 1682, som gjordes på begäran av Jean-Baptiste Colbert, intresserade han sig främst för hamnen och granskade det förslag som utarbetats av kungens ingenjör för Provence Antoine Niquet (omkring 1640–1726). Muddringen av hamnen slutfördes 1685, liksom batteriet på piren och kajerna.
Vid den andra resan i februari 1693 föreslog Vauban att förstärka Antibes befästningar jämfört med Antoine Niquets plan, särskilt den sida som vette mot havet. Därefter uppfördes Bastion Saint-André med cisternen Saint-André, liksom kasematterna på sidan om, upphöjningar vid muren för artilleriplacering, vallar vid vallgravarna, utfallsportar och två kruthus. Detta blev klart 1710. Dessa byggen fordrade en rivning av den romerska amfiteatern, vilken fortfarande kunde skönjas 1608. År 1718 var Porte Marine färdig, liksom tre kasematter vid sidan av stadsporten. Ännu var befästningsringen inte färdig, eftersom Bastion Saint-Jaume ännu inte var klar, och inte heller de två kurtinerna bredvid. Dessa uppfördes 1758 och 1774.

## Rivning av Antibes befästningsverk
Efter det att Frankrike 1860 hade annekterat hertigdömet Nice, förlorade Antibes sin strategiska militära betydelse. Ringmuren upplevdes som en besvärande barriär, som hindrade stadens utveckling. År 1889 klassades befästningarna ned militärt. De började rivas 1895. Efter rivningarna ökades den byggbara ytan för civil utbyggnad med 24 hektar. 
Den bevarade Bastion Saint-André byggnadsminnesförklarades 1930.

## Nuvarande användning av Bastion Saint-André
Sedan 1996 utnyttjas en del av utrymmet i bastionen, två valv som tidigare varit matsal för besättningen, för Musée d'archéologie, som visar fynd från utgrävningar i staden. Fynd finns både från etruskisk kultur och från de grekiska och romerska städerna Antipolis, det tidigare namnet för Antibes. 